# Aventure Parc
Aventure Parc  est un parc de loisirs fondé en 2004 à Wavre et proposant des activités sportives de pleine nature.

## Activités
- Saut à l'élastique
- Tyrolienne
- parcours acrobatique en hauteur